# Kazimierz Palma
Kazimierz Palma pseud. Wanda Handzlik (ur. 6 lipca 1930 w Kętach koło Oświęcimia, zm. 23 sierpnia 2002) – polski poeta i prozaik. Absolwent Wydziału Psychologiczno-Socjologicznego SN (Katowice). Pracował w bielskim przemyśle jako mechanik. Debiutował jako prozaik na łamach tygodnika Życie Literackie w 1961 roku opowiadaniem Ciepły prostokąt kołdry. Jako poeta zadebiutował w 1968 roku tomikiem Unoszenie powiek. Wszedł w skład redakcji regionalnego "Biuletynu Kulturalnego".

## Twórczość
- Przed świtem, 1964
- Unoszenie powiek, 1968
- Wypatrywanie kształtu, 1971
- Około południa, 1977
- Olśnienia, 1978
- Po północy, 1979
- Kazimierz Palma (broszura Grupy Literackiej "Wyraz"), 1979
- Pod wieczór, 1988